# Carlotta Tesconi
Carlotta Tesconi (Roma, 4 gennaio 1988) è un'attrice italiana.

## Biografia

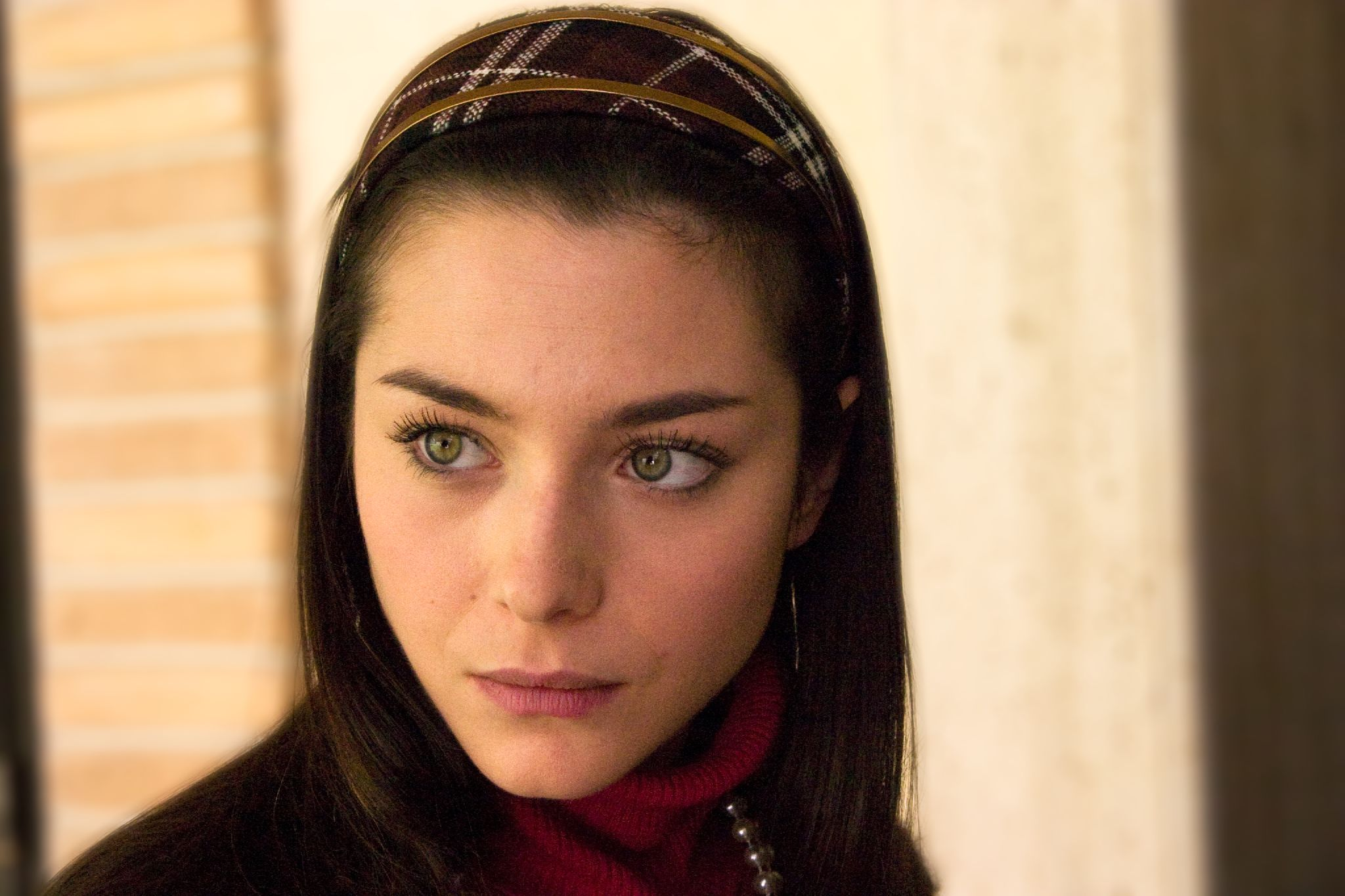
Carlotta Tesconi

Debutta giovanissima nel 1994 con l'episodio pilota Beniamino Gad, sull'orlo dell'incubo. Successivamente partecipa al film di Dino Risi, Giovani e belli (1996).
In televisione partecipa ad alcune miniserie tv: Lui e lei (1998), regia di Luciano Manuzzi, e Casa famiglia 2 (2002), regia di Tiziana Aristarco e Riccardo Donna, entrambe trasmesse da Rai 1, Caro maestro e Caro maestro 2 (1996-1997), dirette da Rossella Izzo, Amico mio 2 (1998), regia di Paolo Poeti, Valeria medico legale (2000), e Noi (2004), regia di Peter Exacoustos, trasmesse da Canale 5; in quest'ultima ha per la prima volta un ruolo da coprotagonista.
Gira la serie tv in 26 episodi, in onda dal 10 dicembre 2006 su Rai 1, Raccontami, regia di Tiziana Aristarco e Riccardo Donna, in cui ha il ruolo di Titti Ferrucci, figlia dei protagonisti, interpretati da Massimo Ghini e Lunetta Savino.
Nel 2007 è a fianco di Isabella Ferrari nello spot istituzionale dell'AIRC (Associazione Italiana Ricerca sul Cancro), ideato e diretto dal regista Ferzan Özpetek. Interpreta Giovanna, la figlia della protagonista, una giovane ragazza che, grazie alla ricerca, è riuscita a sconfiggere il cancro.
Nel 2008 torna sul piccolo schermo con la miniserie di Canale 5, Mogli a pezzi, diretta da Alessandro Benvenuti e Vincenzo Terracciano, e con la seconda stagione di Raccontami. Inoltre è la protagonista femminile del film Ti stramo - Ho voglia di un'ultima notte da manuale prima di tre baci sopra il cielo, regia di Pino Insegno, con Marco Rulli, nel ruolo del protagonista maschile. Il film è una parodia dei film adolescenziali italiani.
Nel 2011 è di nuovo su Canale 5 con la miniserie di 8 puntate I liceali 3 prodotta dalla Taodue. Veste i panni della rivoluzionaria alunna Chiara Morandini.

## Filmografia

### Cinema
- Giovani e belli, regia di Dino Risi (1996)
- Ti stramo - Ho voglia di un'ultima notte da manuale prima di tre baci sopra il cielo, regia di Pino Insegno (2008)
- Ragazzi, regia di Cesare Fragnelli (2010)
- Oltre il mare, regia di Cesare Fragnelli (2011)

### Televisione
- Beniamino Gad, sull'orlo dell'incubo, regia di Enzo Papetti – episodio pilota (1994)
- Caro maestro – serie TV (1996-1997)
- Amico mio 2 – serie TV (1998)
- Lui e lei – serie TV (1998)
- Valeria medico legale – serie TV (2000)
- Casa famiglia 2 – serie TV (2003)
- Noi, regia di Peter Exacoustos – miniserie TV (2004)
- Raccontami – serie TV (2006-2008)
- Mogli a pezzi, regia di Alessandro Benvenuti e Vincenzo Terracciano – miniserie TV (2008)
- I liceali 3 – serie TV (2011)
- Provaci ancora prof! – serie TV (2013)

### Webserie
- Youtuber$ (2012)

### Pubblicità
- Spot Istituzionale AIRC, regia di Ferzan Özpetek (2007)